# 22872 Williamweber
22872 Williamweber este un asteroid din centura principală de asteroizi.

## Descriere
22872 Williamweber este un asteroid din centura principală de asteroizi. A fost descoperit pe 7 septembrie 1999 la Socorro, New Mexico, în cadrul proiectului LINEAR. Asteroidul prezintă o orbită caracterizată de o semiaxă mare de 2,25 ua, o excentricitate de 0,18 și o înclinație de 5,7° în raport cu ecliptica.